# Comité 1922
Le Comité de 1922, officiellement connu sous le nom de Comité des députés conservateurs, est un groupe parlementaire du Parti conservateur à la Chambre des communes britannique. Le comité, composé de tous les députés d'arrière-ban conservateurs, se réunit chaque semaine pendant que le Parlement siège et permet aux députés d'arrière-ban de coordonner et de discuter de leurs points de vue indépendamment des députés de l'avant-ban. Ses membres exécutifs et ses dirigeants sont par consensus limités aux députés d'arrière-ban bien que, depuis 2010, les députés conservateurs de l'avant-ban aient une invitation ouverte à assister aux réunions. Le comité peut également jouer un rôle important dans le choix du chef du parti. Ce groupe a été formé en 1923 mais a pris de l'importance après 1940. Il est généralement étroitement lié à la direction et sous le contrôle des « whips » (cadres) du parti. 

## Comité des questions constitutionnelles
Le Comité de 1922 a un comité exécutif de 18 membres, dont le président supervise l'élection des chefs de parti, ou tout vote de défiance dirigé par le parti conservateur envers le chef du moment. Un tel vote peut être déclenché par 15 pour cent des députés conservateurs (actuellement 55) écrivant une lettre au président demandant un tel vote. Ce procédé a été utilisé récemment, le 12 décembre 2018, contre Theresa May et le vote a été positif. La fois précédente avait été le 29 octobre 2003, quand Iain Duncan Smith avait été battu par 90 voix contre 75. 

## Origines
Le nom ne provient pas, comme on le suppose parfois à tort, de la réunion au Carlton Club du 19 octobre 1922, au cours de laquelle des députés conservateurs ont exigé, avec succès, que le parti se retire du gouvernement de coalition de David Lloyd George, ce qui avait déclenché les élections générales de 1922. Le comité a été formé après l'élection, soit en avril 1923,. 
Les députés qui ont fondé le comité n'étaient pas les mêmes que ceux qui avaient pris la décision de mettre fin au gouvernement de coalition de 1916-1922. Au départ, c'était un petit groupe de nouveaux membres, élus en 1922, qui se réunissaient pour dîner. Le comité s'est rapidement transformé en groupe de députés d'arrière-ban actifs. Après les élections de 1923 et 1924, le nombre de membres a augmenté à mesure que de nouveaux députés conservateurs étaient élus et, en 1926, tous les députés de l'arrière-ban ont été invités à en devenir membres. Il a commencé à être connu sous le nom de Comité des députés conservateurs. Par conséquent, il est devenu une plate-forme pour la majorité plutôt qu'un foyer de mécontentement. 
Le terme d'« hommes en costume » ou d'« hommes en costume gris », signifiant une délégation de députés conservateurs qui annoncent à un(e) chef(fe) de parti qu'il est temps pour lui ou elle de démissionner sans passer par une contestation ouverte, est souvent utilisé en référence aux membres du Comité 1922 . Il a pris une nouvelle dimension après la démission de Margaret Thatcher.

## Changements en 2010
Le 19 mai 2010, peu de temps après que les conservateurs ont formé un gouvernement de coalition avec les démocrates libéraux, le Premier ministre David Cameron suggère de modifier le comité pour impliquer les ministres de l'avant-ban dans le processus de formulation des recommandations, provoquant la colère de certains députés de l'arrière-ban. Le 20 mai 2010, les membres du Comité ont voté en faveur de ce changement, par 168 voix pour et 118 contre. De nombreux membres du parti de l'arrière-ban ont critiqué cette décision et ont voté contre, tandis que les ministres avaient soutenu qu'un tel changement serait nécessaire pour continuer à fonctionner de manière cohérente en tant que parti de la coalition au pouvoir. 
Cependant, sous l'autorité de son président, Graham Brady, il a été clarifié, peu de temps après ce vote, que bien que les députés de l'avant-ban puissent désormais assister aux réunions du comité, seuls les députés de l'arrière-ban pourraient voter pour ses dirigeants et son comité exécutif, comme le Parti travailliste parlementaire. 

## Liste des présidents
- Gervais Rentoul (1923–1932)
- William Shepherd Morrison (1932–1935)
- Hugh O'Neill (1er baron Rathcavan) (1935–1939)
- Patrick Spens (1939–1940)
- Alexander Erskine-Hill (1940–1944)
- John McEwen (1er baronnet) (1944–1945)
- Arnold Gridley (1946–1951)
- Derek Walker-Smith (1951–1955)
- John Morrison (1er baron Margadale) (1955–1964)
- William Anstruther-Gray (1964–1966)
- Arthur Vere Harvey (1966–1970)
- Harry Legge-Bourke (1970–1972)
- Edward du Cann (1972–1984)
- Cranley Onslow (1984–1992)
- Marcus Fox (1992–1997)
- Archie Hamilton (1997–2001)
- Michael Spicer (2001–2010)
- Graham Brady (2010-2019)
- Graham Brady (2010-2019)
- Cheryl Gillan et Charles Walker (2019)
- Graham Brady (2019-2024)
- Bob Blackman (depuis 2024)